# Vertrag von Sankt Petersburg (1772)

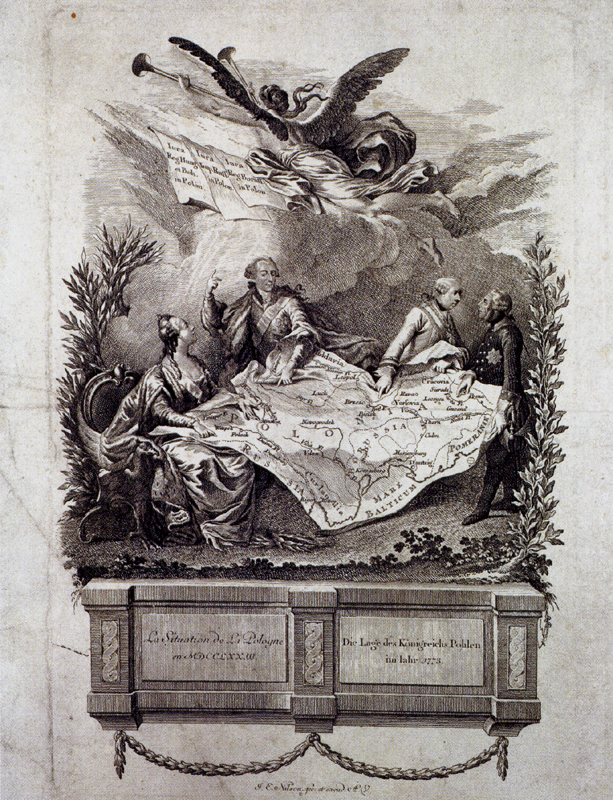
Zeitgenössische Karikatur zur Aufteilung Polens

Der Vertrag von Sankt Petersburg wurde am 5. August 1772 in Sankt Petersburg abgeschlossen und besiegelte die Erste Teilung Polens. Der Vertrag bestand aus drei bilateralen Verträgen der Mächte Österreich, Preußen und Russland jeweils mit dem Königreich Polen-Litauen.

## Hintergrund
Das Königreich Polen-Litauen wurde ab 1768 durch einen Bürgerkrieg zwischen der Konföderation von Bar und der Konföderation von Radom geschwächt. In diesen Bürgerkrieg griffen die benachbarten Reiche aus Machtpolitik und zum vorgeblichen Schutz religiöser Minderheiten ein: Russland im Osten zum Schutz der orthodoxen Bevölkerung, Österreich-Ungarn zum Schutz der Katholiken im Süden und Preußen im Westen zum Schutz der Protestanten. Friedrich II. (Preußen) schüchterte Russland damit ein, dass er vor angeblichen Vorbereitungen der Franzosen zum Eintritt in den Russisch-Türkischen Krieg warnte und Katharina die Große zu Eingeständnissen bewegte und so zusammen mit Kaiser Joseph II. zu einer territorialen Verständigung zu Lasten Polen-Litauens kam.

## Inhalt

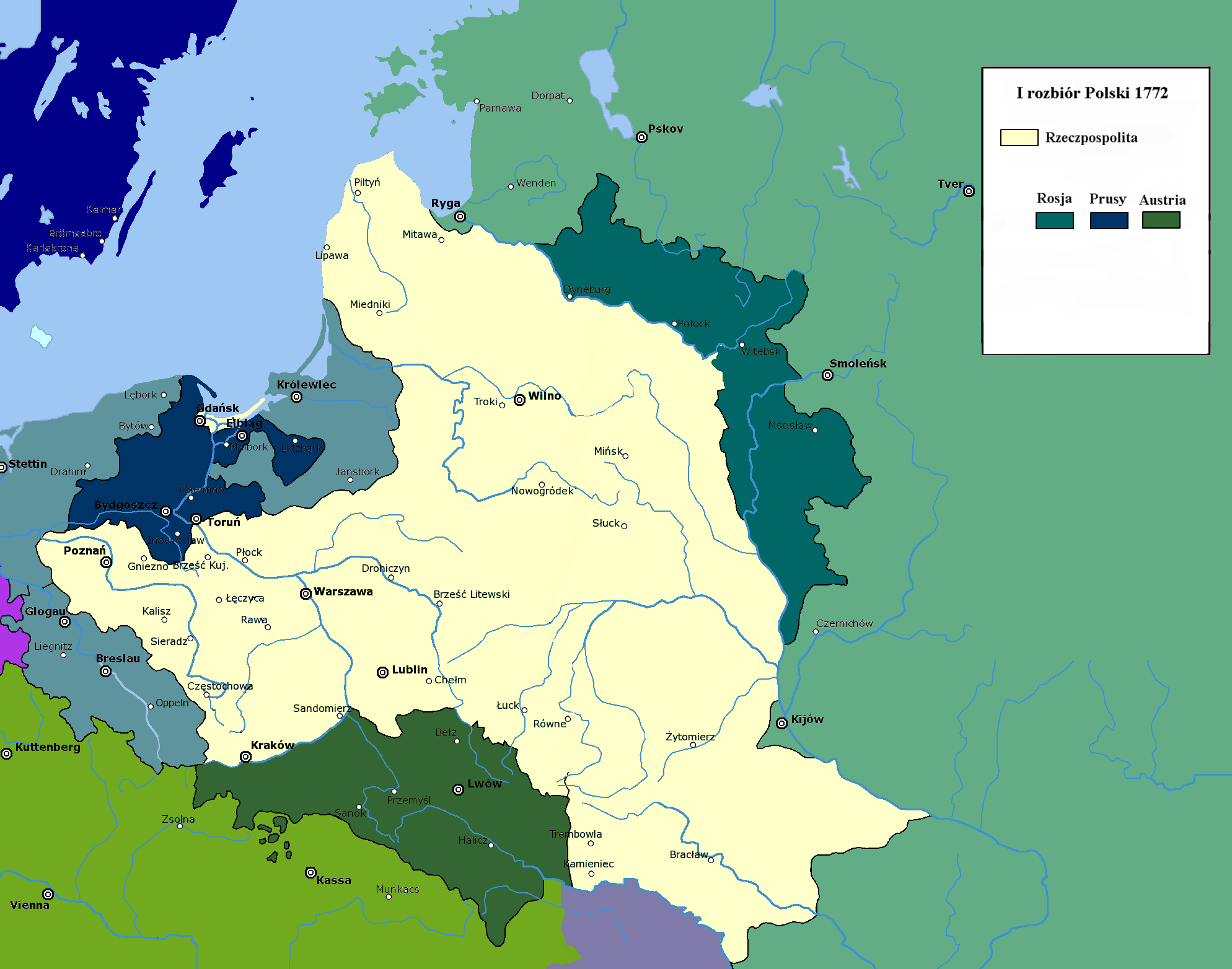
Erste Teilung Polens, 1772

Am 5. August 1772 unterzeichneten Österreich, Preußen und Russland jeweils einen bilateralen Vertrag mit Polen-Litauen. Dieses verlor etwa fünf seiner vierzehn Millionen Einwohner und ein Drittel seines Staatsgebietes inklusive seiner reichsten Provinzen. Österreich gewann 2,5 Millionen Einwohner in der neuen Verwaltungseinheit Galizien und Lodomerien am Rande der Karpaten dazu. Preußen erhielt Polnisch-Preußen als Westpreußen ohne Danzig und somit den räumlich geringsten, aber wirtschaftlich und strategisch wertvollsten Teil mit dem überwiegenden Teil der protestantischen Bevölkerung hinzu. Russland gewann den räumlich größten Teil mit dem überwiegenden Teil der orthodoxen Bevölkerung. Unter dem Druck der Teilungsmächte fand 1773 ein Teilungs-Sejm statt, der die Teilung auf polnischer Seite beschließen musste. Tadeusz Reytan blockierte vergeblich den Zugang zum Sitzungssaal mit seinem Körper. Er wurde dadurch zu einer Ikone des patriotischen Widerstandes.